# Opizia
Opizia  es un género de planta con flor,  perteneciente a la familia de las poáceas. Es originario del sur de México y Cuba.

## Especies
- Opizia bracteata
- Opizia bursoides
- Opizia pringlei
- Opizia stolonifera